# Деверё, Джон, 1-й барон Деверё
Джон Деверё (англ. John Devereux; умер 22 февраля 1394) — английский аристократ, 1-й барон Деверё с 1384 года, кавалер ордена Подвязки. Участвовал в Столетней войне и в борьбе за кастильский престол между Энрике Трастамарским и Педро Жестоким.

## Биография
Джон Деверё принадлежал к старинному роду нормандского происхождения. Его предки, которые упоминаются в источниках с 1140 года, владели землями в Херефордшире. По одним данным, Джон был сыном Уолтера Деверё и Марджори Браоз, по другим — сыном Уильяма Деверё. Его дед или прадед Уильям Деверё в 1299—1314 годах заседал в парламенте как лорд.
Первые упоминания о Джоне Деверё относятся к 1365 году. Он отправился в Испанию, чтобы принять участие в крестовом походе против мавров, но вместо этого примкнул к Энрике Трастамарскому, воевавшему тогда со своим единокровным братом Педро Жестоким за кастильскую корону. В 1366 году Чёрный принц отозвал его в Аквитанию, а уже через год Деверё вернулся в Кастилию в составе армии, которая поддержала Педро Жестокого. Он сражался в передних рядах при Нахере, где Энрике был разгромлен. В 1370 году Джон участвовал во взятии Лиможа, в 1373 году попал в плен к французам, но вскоре получил свободу. В 1375 году он воевал в Бретани, за что позже получил от местного герцога пожизненный пенсион в 100 марок. Деверё участвовал в боевых действиях на континенте до 1380 года; в 1382 году он вёл с Францией переговоры о мире, в 1383 году ездил с дипломатической миссией во Фландрию.
Чёрный принц высоко ценил Джона и отметил его заслуги почётными должностями (сенешаля Лимузена с 1369/70 года, сенешаля Ла-Рошели с 1372 года), пожизненным пенсионом в 200 марок (об этом принц распорядился уже на смертном одре в 1376 году). При малолетнем сыне принца Ричарде, который стал королём в 1377 году, Деверё был членом регентского совета. С 1376 года Джон занимал должность шерифа Херефордшира, с 1378 — констебля замка Лидс в Кенте, с 1380 — капитана Кале. В 1386 году он стал управляющим королевским двором, в 1388 — констеблем Дуврского замка и лордом-смотрителем Пяти портов.
Начиная с 1384 года Джона Деверё вызывали в парламент как лорда Деверё. В 1388 году он стал рыцарем ордена Подвязки. Сэру Джону удалось существенно расширить свои владения: на момент смерти, к 22 февраля 1394 года, он владел рядом замков в Херефордшире, Кенте, Беркшире.

## Семья
Джон Деверё был женат на Маргарет де Вер, — дочери Джона де Вера, 7-го графа Оксфорда, и Мод де Бэдлсмир. В этом браке родились Джон, 2-й барон Деверё, и Джоан — будущая жена Уолтера, 5-го барона Фицуолтера, и Хью Бёрнелла, 2-го барона Бёрнелла.